# Загороднюк Яків Феодосійович
Яків Феодосійович Загороднюк (?, село Сичівка, тепер Христинівського району Черкаської області — ?) — український радянський діяч, агроном, селекціонер, завідувач відділу селекції зернових культур Верхняцької селекційної станції Христинівського району Київської (тепер — Черкаської) області. Депутат Верховної Ради УРСР 2—4-го скликань.

## Життєпис
Народився у бідній селянській родині. З дитячих років наймитував у поміщика Терещенка.
У 1915 році закінчив Бобринецьку сільськогосподарську школу.
Працював у сільському господарстві. З 1920-х років — агроном, селекціонер Верхняцької селекційної станції Христинівського району Черкащини.
Закінчив сільськогосподарський інститут.
Член ВКП(б).
З 1941 року — в Червоній армії, учасник німецько-радянської війни.
З 1944 року — селекціонер, завідувач відділу селекції зернових культур Верхняцької селекційної станції Христинівського району Київської (тепер — Черкаської) області. Виводив нові сорти жита, вівса, ячменю, пшениці.
Очолював лекційне бюро наукових працівників Верхняцької селекційної станції, працював заступником голови Христинівського районного відділення Товариства для поширення політичних і наукових знань Київської (тепер — Черкаської) області.

## Нагороди
- орден Леніна (23.01.1948)
- орден Трудового Червоного Прапора (28.07.1949)
- медалі